# San Juan Atitán
San Juan Atitán est une ville du Guatemala dans le département de Huehuetenango.